# Carsten Löcker
Carsten Löcker (* 18. Februar 1961 in Recklinghausen) ist ein deutscher Politiker (SPD) und Abgeordneter im Landtag von Nordrhein-Westfalen.

## Biografie
Carsten Löcker absolvierte nach dem Abschluss der Handelsschule eine Ausbildung zum Koch und war in seinem Beruf tätig. Danach war er als Soldat auf Zeit vier Jahre in der Verpflegungsverwaltung in der Bundeswehr. Ab 1987 schulte er zum Berufskraftfahrer um und wechselte in den Bereich des öffentlichen Nahverkehrs.
Beinahe 25 Jahre war Carsten Löcker Mitarbeiter in unterschiedlichen Funktionen bei den Vestischen Straßenbahnen. Für die Interessen der  Mitarbeiter setzte sich Löcker seit Beginn seiner Beschäftigung als Gewerkschafter ein. Er wird freigestellter Betriebsrat und später Betriebsratsvorsitzender.

## Politik
Seit 1985 ist Carsten Löcker Mitglied der SPD. Dabei folgt er dem Ratschlag seines Großvaters, eines Bergmanns, sich in der SPD und gewerkschaftlich zu engagieren. Dem Rat der Stadt Herten gehört er seit 1999 an, dort war er von 2006 bis 2012 Fraktionsvorsitzender und von 2005 bis 2019 Vorsitzender des SPD-Stadtverbandes Herten.
Bei den Landtagswahlen 2012, 2017 und 2022 errang er das Direktmandat im Landtagswahlkreis Recklinghausen II und vertritt somit die Städte Herten und Marl als Abgeordneter in Düsseldorf. Er ist Mitglied im Verkehrs- und Umweltausschuss des Landtages.

## Privates
Löcker ist verheiratet und seit 1991 Vater einer Tochter. Er lebt in Herten-Disteln.